# فلورنسا تورنر بليك
فلورنسا تورنر بليك (بالإنجليزية: Florence Turner Blake)‏ هي رسامة أسترالية، ولدت في 26 أكتوبر 1873 في آرمدال في أستراليا، وتوفيت في 8 أبريل 1959 في Ryde, New South Wales ‏ في أستراليا.